# Municipio de Everett (condado de Dodge)
El municipio de Everett (en inglés: Everett Township) es un municipio ubicado en el condado de Dodge en el estado estadounidense de Nebraska. En el año 2010 tenía una población de 220 habitantes y una densidad poblacional de 2,36 personas por km².

## Geografía
El municipio de Everett se encuentra ubicado en las coordenadas 41°37′12″N 96°36′48″O / 41.62000, -96.61333. Según la Oficina del Censo de los Estados Unidos, el municipio tiene una superficie total de 93.16 km², de la cual 91,23 km² corresponden a tierra firme y (2,07 %) 1,93 km² es agua.

## Demografía
Según el censo de 2010, había 220 personas residiendo en el municipio de Everett. La densidad de población era de 2,36 hab./km². De los 220 habitantes, el municipio de Everett estaba compuesto por el 99,55 % blancos y el 0,45 % eran de una mezcla de razas. Del total de la población el 0 % eran hispanos o latinos de cualquier raza.